# گالیدسیویر
گالیدسیویر (انگلیسی: Galidesivir) که با نام‌های BCX4430 و ایمونوسیلین A هم شناخته می‌شود، یک داروی ضد ویروس و آنالوگ آدنوزین است (نوعی آنالوگ نوکلئوزید). این دارو را شرکت دارویی بایوکریست و با بودجهٔ مؤسسه ملی آلرژی و بیماری‌های عفونی جهت درمان هپاتیت سی ساخت، اما بعدها به عنوان درمانی برای عفونت‌های فلاوی‌ویروس نظیر بیماری ویروسی ابولا و بیماری تب خونریزی‌دهنده ماربورگ مورد توجه قرار گرفت.
این دارو اثرات وسیع‌الطیفی علیه برخی خانواده‌های آران‌ای ویروس‌ها نظیر بونیاویروس‌ها، کروناویروس‌ها، فلاوی‌ویروس‌ها و فلبوویروس‌ها دارد.
ثابت شده که این دارو، اگر ظرف ۴۸ ساعت به میمون‌ها و جوندگان آلوده به ویروس‌های ابولا و ماربورگ تجویز شود، اثرات محافظتی مؤثری دارد و به همین سبب تلاش‌ها و پژوهش‌ها برای استفاده از آن در انسان سرعت بیشتری گرفت، چرا که طی همه‌گیری ابولا ۲۰۱۴ غرب آفریقا مشخص شد که داروهای مؤثر چندانی برای مبارزه با آن در دسترس نیست.
این دارو همچنین علیه ویروس زیکا در موش‌ها مؤثر بوده است، اما هنوز تصمیمی برای آزمایش آن بر روی انسان وجود ندارد.
گالیدسیویر یکی از چند دارویی است که جهت استفاده در درمان بیماری کروناویروس ۲۰۱۹ در دستِ بررسی و آزمایش است.